# Calumma globifer
Calumma globifer ist ein relativ großes, auf Madagaskar endemisches Chamäleon aus der Gattung Calumma. Die Art wurde 1879 von dem Zoologen Albert Günther entdeckt.

## Lebensraum und Gefährdung

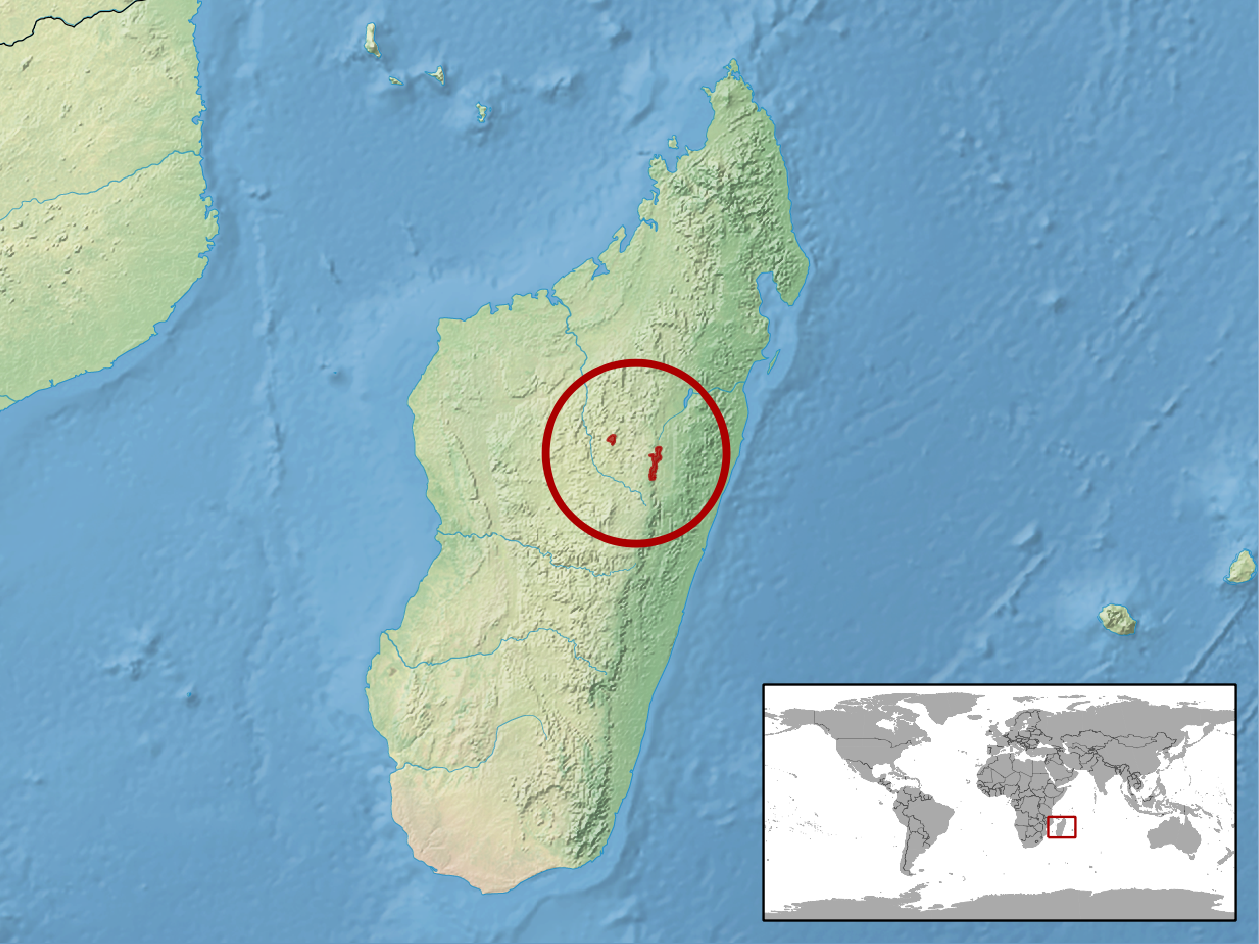
Verbreitungsgebiet

Calumma globifer lebt in den Regenwäldern Ostmadagaskars auf 700 bis 1300 Meter über dem Meeresspiegel. Fundorte sind die Regionen um Antananarivo, Betatao sowie Mandraka; unsicher sind Vorkommen in Marojejy und Tsaratanana. Die IUCN stuft die Art als „stark gefährdet“ (endangered) ein.

## Merkmale
Die Weibchen von C. globifer sind mit einer Kopf-Rumpf-Länge von 14,5 Zentimeter und einer Schwanzlänge von 31 Zentimeter kleiner als die Männchen, die eine Kopf-Rumpf-Länge von 17 Zentimeter und eine Schwanzlänge von 39 Zentimeter aufweisen können. Der nur niedrige Helm ist nach hinten gerichtet und bis auf einen kleinen Nasenfortsatz bei den Männchen sind weitere Kopfanhänge nicht oder nur schwach ausgeprägt. Sowohl ein Rücken- als auch ein Bauchkamm sind bei dieser Art nicht ausgeprägt.
Die Färbung besteht, wie bei vielen Chamäleons aus braunen, gelben, grünen und grauen Farbschlägen. An den Seiten der Tiere verläuft horizontal vom Kopf bis Schwanzanfang ein dicker variabel gefärbter Streifen sowie drei oder mehr diagonale Streifen.
Calumma ambreense und C. oshaughnessyi sind ähnliche Arten, C. ambreense weist aber eine andere Färbung auf und bei C. oshaughnessyi ist ein Rückenkamm ausgeprägt und die Nasenfortsätze der Männchen sind länger als bei C. globifer.
Calumma globifer wird von der Systematik in einer Chamäleonuntergruppe, der Calumma-parsonii-Gruppe klassifiziert.

## Reproduktion
Über die Balz und Paarung der Tiere ist nichts bekannt. Aus Madagaskar exportierte trächtige Weibchen produzierten Gelege von 25 Eiern, über eine erfolgreiche Inkubation liegen keine Erkenntnisse vor.